# 2774 Tenojoki
A 2774 Tenojoki (ideiglenes jelöléssel 1942 TJ) a Naprendszer kisbolygóövében található aszteroida. Liisi Oterma fedezte fel 1942. október 3-án.